# Принстон (Британская Колумбия)
При́нстон — небольшой город (англ. town) в провинции Британская Колумбия на юго-западе Канады. Население — 2677 чел. Расположен на склонах Каскадных гор, начинающихся на северо-западе США. Находится на месте слияния рек Туламин и Симилкамин.

## История

### Ранняя история
Задолго до появления первых белых поселенцев это место населяли индейские племена, называвшие его Йак-Туламин. Местные жители добывали охру и сланцы. Жители окрестных земель, а также тихоокеанского побережья современного Орегона обменивали шкуры бизонов, орлиные перья и другие товары на охру, которую затем использовали для ритуальных раскрасок. Считается что предки племени Симилкамин появились в этих местах ещё около 7500 лет назад. В городе и в его окрестностях обнаружены многочисленные археологические свидетельства деятельности племени.
Несмотря на то, что численность народа Симилкамин серьёзно сократилась из-за болезней, завезённых европейцами, культура этого народа сохранилась.

### Первые исследователи
Вермиллион-Форкс, ныне Принстон, в начале XIX века служил стоянкой для переселенцев и путешественников, направляющихся на Западное побережье и обратно.
Осваивать этот край из белых людей первыми стали торговцы мехом и пушниной. Александр Росс в декабре 1812 года первым решил исследовать неизвестные до тех пор места. После окончательного проведения границы между Канадой и США в данном регионе в 1846 году Компания Гудзонова залива решила провести дорогу, которая должна была связать приграничные земли в районе Ванкувера (англ. Lower Mainland) с внутренними районами Британской Колумбии (англ. The Interior). Строительство дороги было завершено в 1849 году.

### Первые поселенцы
Первый поселенец — Джон Фолл Эллисон (англ. John Fall Allison) — прибыл на постоянное место жительства в Вермиллион-Форкс в 1858 году. Он спонсировал разработку недр для добычи золота, меди и каменного угля, а также построил первую ферму по разведению крупного рогатого скота.
В 1860 году Вермиллион-Форкс был переименован указом губернатора Британской Колумбии Джеймса Дугласа (англ. James Douglas) в Принстаун в честь принца Уэльского Эдуарда (впоследствии — король Эдуард VII), посетившего эти места в том же году. Позднее название города исказилось и превратилось в Принстон. В этом же году британскими королевскими инженерами под городскую застройку была обработана территория общей площадью 700 акров.

### Дальнейшее освоение и развитие
В 1895 году в окрестностях Принстона было найдено золото, и город начал быстро развиваться. В это же время в городе появилась китайская община, состоявшая из иммигрантов. Однако к 1910 году запасы золота и платины истощились и город так же быстро стал приходить в упадок.
Тем не менее, город смог восстановиться благодаря развернувшейся активной добыче угля. В 1909—1916 годах в США велось строительство Великой Северной железной дороги и до Принстона была проведена одна из ж/д веток (23 апреля 1915 года).
В 1961 году в Принстоне был построен пивоваренный завод. В 1951 году Принстону был присвоен статус посёлка (англ. village), а в 1978 — небольшого города (англ. town).

## Экономика
Как уже отмечалось выше, в городе развита добывающая промышленность. Помимо этого в Принстоне существует лесоперерабатывающая промышленность, действуют несколько лесопилок. Также в городе и его окрестностях выращиваются фрукты и виноград.

## Музей Принстона
В музее Принстона представлены различные экспонаты и артефакты, рассказывающие об истории и освоении этих мест. В частности, есть предметы быта, автомобили, различные технические приборы начала XX века; также здесь размещена коллекция древних окаменелостей.